# Bruce Woodcock
Bruce Woodcock (* 18. Januar 1921 in Doncaster, England; † 21. Dezember 1997 ebenda) war ein britischer Boxer. Er war Europameister der Profis von 1946 bis 1950 im Halbschwer- bzw. Schwergewicht.

## Werdegang
Amateurlaufbahn
Bruce Woodcock begann schon als Jugendlicher mit dem Boxen und wurde im Jahre 1939 als 18-Jähriger bereits englischer Meister im Halbschwergewicht durch einen Sieg bei den ABA-Championships über A. Ford. Er startete deshalb auch bei der Europameisterschaft der Amateure in Dublin. Dort besiegte er im Halbschwergewicht in der 1. Runde den deutschen Meister Heinz Koppers aus Hannover nach Punkten. Im Semifinale verlor er gegen Franciscek Szymura aus Polen nach Punkten und im Kampf um den dritten Platz, der damals noch ausgeboxt wurde, unterlag er gegen den erfahrenen Lajos Szigeti aus Ungarn.
Profilaufbahn
Bruce Woodcock startete seine Profilaufbahn am 26. Januar 1942 in der Royal Albert Hall in London mit einem Punktsieg über Fred Clark. Sein Trainer war Tom Hurst. Bereits in seinem siebten Kampf gewann er die britische Meisterschaft der Nordregion in Manchester im Halbschwergewicht durch einen Sieg über Jack Robinson. Infolge des Zweiten Weltkrieges konnte er seinem Beruf nur im Vereinigten Königreich nachgehen. Es fanden aber in jener Zeit viel weniger Veranstaltungen statt, als zu Friedenszeiten. Aus diesem Grunde konnte Bruce Woodcock vom 26. Januar 1942 bis zum 8. Mai 1945 insgesamt nur 20 Kämpfe bestreiten, die er alle, meist kurzrundig, gewann.
Am 17. Juli 1945 kämpfte Bruce Woodcock in London gegen Jack London um den British Empire Heavyweight Title und um die britische Schwergewichtsmeisterschaft. Er siegte in diesem Kampf in der 6. Runde durch KO. Am 17. Mai 1946 startete Bruce Woodcock erstmals in den Vereinigten Staaten. Im legendären Madison Square Garden in New York City besiegte er den bekannten Tami Mauriello durch techn. KO in der 5. Runde. Am 4. April 1946 siegte er dann in London gegen den Ex-Weltmeister im Halbschwergewicht Freddie Mills knapp nach Punkten.
Am 29. Juli 1946 siegte Bruce Woodcock im Kampf um die Europameisterschaft im Schwergewicht durch KO in der 6. Runde über den Franzosen Paul Albert Renet. Dieser hatte in seiner Profilaufbahn erst acht Kämpfe bestritten und davon nur zwei gewonnen. Renet war deshalb ein leichtes Opfer für Bruce Woodcock.
Von ganz anderem Kaliber war da schon der nächste Gegner von ihm: Gus Lesnevich aus den USA. Dieser rangierte in der Weltrangliste der Halbschwergewichtler ganz weit oben und verlor doch gegen Bruce Woodcock am 17. September 1946 in London durch KO in der 8. Runde.
Am 17. März 1947 verteidigte Bruce Woodcock den Europameistertitel im Schwergewicht erfolgreich. In Manchester siegte er über den zähen Franzosen Stefan Olek, der nur 84,5 kg wog, nach 15 Runden nach Punkten. Mit einem Sieg über den US-amerikanischen Ranglistenboxer Joe Baksi wollte sich Bruce Woodcock am 15. April 1947 in London das Anrecht auf einen Weltmeisterschaftskampf im Schwergewicht erboxen. Es kam aber ganz anders, denn er wurde schon in der 1. Runde von Baksi auf die Bretter geschickt und musste auch in der 2. Runde zweimal zu Boden. Bei einem dieser Niederschläge erlitt Bruce Woodcock einen doppelten Kieferbruch. Er kämpfte trotzdem weiter und er schien in der fünften Runde sogar die Oberhand über Baksi zu gewinnen. Dieser schlug jedoch zurück und Bruce Woodcock musste in der 7. Runde aus dem Kampf genommen werden.
Es folgte eine lange Pause bis zum 21. September 1948. An diesem Tag besiegte Bruce Woodcock in London den Weltranglistendritten im Schwergewicht Lee Oma, USA, durch KO in der 4. Runde und er gewann auch am 12. Juni 1946 in London gegen Lee Savold, einen weiteren US-amerikanischen Weltranglistenboxer, durch Disqualifikation.
Am 26. März 1949 gewann Bruce Woodcock gegen Johnny Ralph im Kampf um den British Empire Title im Schwergewicht durch KO in der 3. Runde. Am 2. Juni 1949 kam es dann im White City Stadion in London zu einem legendären Kampf gegen Freddie Mills. Es ging bei diesem Kampf gleich um vier Meisterschaften. Um die britische Schwergewichtsmeisterschaft, um die Europameisterschaft im Halbschwergewicht, um die Europameisterschaft im Schwergewicht und um den British Empire Heavyweight Title. Bruce Woodcock gewann diesen Kampf nach wechselndem Verlauf durch Ko in der 14. Runde.
Am 6. Juni 1950 kämpfte Bruce Woodcock in London in der Revanche gegen Lee Savold um den Weltmeistertitel im Schwergewicht, der allerdings nur vom British Boxing Board of Control anerkannt wurde. Bruce Woodcock verlor diesen Kampf durch techn. KO in der 4. Runde. Seinen letzten Kampf als Profi bestritt er schließlich am 14. November 1950 gegen den jungen aufstrebenden Jack Gardner. Es ging um die britische Schwergewichtsmeisterschaft und um den British Empire Heavyweight Title. Bruce Woodcock verlor diese beiden Titel an Gardner durch eine KO-Niederlage in der 14. Runde.
Meisterschaftskämpfe von Bruce Woodcock
- 25. September 1942, KO-Sieger in der 3. Runde über Jack Robinson im Kampf um die britische Meisterschaft der Nordregion im Halbschwergewicht,
- 17. Juli 1945, KO-Sieger in der 6. Runde über Jack London im Kampf um die britische Meisterschaft im Schwergewicht un um den British Empire Heavyweight Title,
- 29. Juli 1946, KO-Sieger in der 6. Runde über Paul Albert Renet, Frankreich, im Kampf um die Europameisterschaft im Schwergewicht,
- 17. März 1947, Punktsieger über Stefan Olek, Frankreich, im Kampf um die Europameisterschaft im Schwergewicht,
- 26. März 1949, KO-Sieger in der 3. Runde über Johnny Reid im Kampf um den British Empire Heavyweight Title,
- 2. Juni 1949, KO-Sieger in der 14. Runde über Freddie Mills im Kampf um die britische Schwergewichtsmeisterschaft, um die Europameisterschaft im Halbschwer- und Schwergewicht und um den British Empire Heavyweight Title,
- 6. Juni 1950, KO-Niederlage gegen Lee Savold, USA, im Kampf um die Weltmeisterschaft nach der Version des British Boxing Board of Control,
- 14. November 1950, KO-Niederlage gegen Jack Gardner im Kampf um den britischen Schwergewichtstitel und um den British Empire Heavyweight Title